# Eotetranychus willamettei
Eotetranychus willamettei är en spindeldjursart som först beskrevs av McGregor 1917.  Eotetranychus willamettei ingår i släktet Eotetranychus och familjen Tetranychidae. Inga underarter finns listade i Catalogue of Life.